# Stellantchasmas falcatus
Stellantchasmas falcatus är en plattmaskart. Stellantchasmas falcatus ingår i släktet Stellantchasmas och familjen Heterophyidae. Inga underarter finns listade i Catalogue of Life.